# Segara Anakan
Le Segara Anakan, toponyme javanais signifiant « l'enfant de la mer », est un estuaire saumâtre situé dans la partie sud-ouest de la côte sud du centre de l'île de Java en Indonésie.
Plusieurs rivières s'y jettent, dont la Citanduy. Avec la forêt de mangrove qui le borde, l'estuaire couvre une zone d'environ 24 000 hectares. Il subit une forte sédimentation.
Un étroit détroit sépare le Segara Anakan de l'île de Nusa Kambangan.

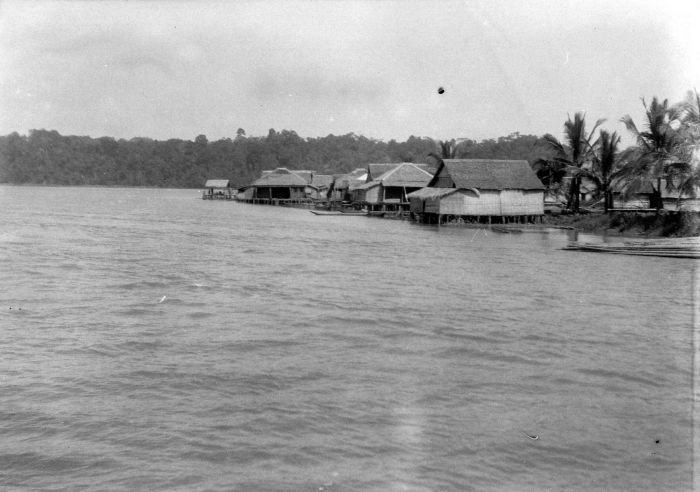
Un village sur pilotis sur le Segara Anakan en 1929